# Dubai Tennis Championships 2008 - Doppio femminile
Il doppio femminile  del Dubai Tennis Championships 2008 è stato un torneo di tennis facente parte del WTA Tour 2008.
Cara Black e Liezel Huber erano le detentrici del titolo e l'hanno riconfermato vincendo in finale 7–5, 6–2, contro Jie Zheng e Zi Yan.

## Teste di serie
1. Cara Black /  Liezel Huber (campioni)
2. Katarina Srebotnik /  Ai Sugiyama (semifinali)

1. Květa Peschke /  Rennae Stubbs (quarti)
2. Yung-jan Chan /  Chia-jung Chuang (semifinali)

## Tabellone

### Legenda
| - Q = Qualificato - WC = Wild card - LL = Lucky loser | - ALT = Alternate - SE = Special Exempt - PR = Protected Ranking | - w/o = Walkover - r = Ritirato - d = Squalificato |